# Internet Engineering Task Force
Az Internet Engineering Task Force, röviden IETF egy nyílt szabványügyi szervezet, amely az internetes szabványok kidolgozásával és támogatásával foglalkozik. Elsősorban az internetes protokollstruktúrával (TCP/IP) és a hozzá kapcsolódó egyéb műszaki szabványok ajánlásait fogalmazza meg munkacsoportokba szerveződve. A javaslataikat RFC (angolul: Requests For Comments) formában publikálják, amelyet a közösség véleményezhet, majd a folyamat befejezéseként létrejön a szabvány.
Az IETF tevékenysége az Egyesült Államok szövetségi kormányának támogatásával indult, de 1993 óta szabványfejlesztő feladatokat lát el az Internet Society (ISOC) égisze alatt, amely egy nemzetközi tagsággal rendelkező nonprofit szervezet.

## Története
Az 1980-as években az Internet fejlesztéséért felelős szerv az Internet Activities Board (IAB) volt, mely kezdetben az amerikai védelmi minisztérium fejlesztési ügynökségének (DARPA) részeként működött. Ahogy az Internet nőtt, a 12 IAB tag elégtelennek bizonyult és különböző szervezeteket hoztak létre a munka folytatásához (engineering, end-to-end protocolls, security, privacy), melyeket a katonai zsargon miatt a "task force" elnevezéssel illettek. Tagságuk általában a téma iránt érdeklődő kutatókból állt. Később az első ilyen csoport, az Internet Engineering Task Force (IETF) jelentősége túlnőtt a többin, feladatai oly számosak lettek, hogy különböző munkacsoportokat (working groups) kellett benne létrehozni.  Ahogy a feladatok növekedtek, az IAB már nem tudta elvégezni a szükséges napi adminisztrációt, ezért létrejött az Internet Engineering Steering Group (IESG). Az IESG terület-igazgatókból áll, akik a saját területükön dolgozó számos munkacsoportot felügyelik. Az IESG élén az IETF elnöke áll. A munkacsoportok fejlesztik a szabványokat, melyeket az IESG nyújt be szabványosításra az IAB-nak, melyet idôközben az Internet Architecture Board névre kereszteltek át.  Ez a felépítés évekig működött, ám számos probléma adódott. Egyrészt ahogy az IAB katonai kapcsolatai fokozatosan leépültek, megszűnt az a szervezet, amely felelős lett volna a kapott szabványokért. Az IAB tagjai, akik önkéntesek voltak, hirtelen egy nagyon fontos terület döntéshozó vezetőiként találták magukat. Bárki, akinek nem tetszett a végzett munka, vagy a kidolgozott szabványok, őket tette felelőssé érdekei csorbulásáért. Éppen ezért született 1992-ben az Internet Társaság (Internet Society, ISOC), amely egy nonprofit szervezet, célja az Internet és technológiájának fejlesztése, tagjai érdeklődő felhasználók és gyártók.  Az Interneten belüli számok (címek, protokoll-kódok, különböző mezők értékei, stb.) kiosztását az Internet Assignment Number Authority (IANA) végzi. A címtér ingyenes.  A jelenleg az IETF-ben folyó munkát érdeklődő önkéntesek végzik. Formális tagság nincs, bárki feliratkozhat bármelyik munkacsoport levelező listájára és résztvehet bármely IETF találkozón, melyet négyhavonta rendeznek.  Az IETF működési elvét 1992-ben az ISOC megalakulásakor fogalmazta meg igen találóan Dave Clark: „Elvetjük a királyokat, az elnököket és a szavazást; amiben hiszünk, az a majdnem teljes konszenzus és a működő kód." Vagyis az IETF döntéseit nem egy kívülrôl kinevezett és nem egy választott vezető hozza, ez tekintélyelvű döntésekhez vezethet.  Ha a konszenzus nem alakul ki és az IETF tartósan két pártra szakad, akkor mindkét párt megoldását publikálják és a felhasználókra, a piacra bízzák a döntést. Ez történt az SNMP (Simple Network Management Protocol) esetén is, ahol a vetélytárs egy OSI protokoll átalakított változata volt, vagy az OSPF (Open Shortest Path First) esetén, ahol szintén az OSI származék IS-IS volt a mérleg másik serpenyőjében. Hasonló kezd kialakulni az RSVP (Resource Reservation Protocol) és az ST2 (Stream Protocol) között is.